# Gennaro Placco
Gennaro Placco (Civita, 21 maggio 1826 – Civita, 27 febbraio 1896) è stato un patriota e poeta italiano.

## Biografia
Gennaro Andrea Antonio Placco nacque a Civita, un piccolo paese arbëreshë della Calabria, primogenito di Ludovico Placco e Maria Tudda. Aveva altri cinque fratelli. Studiò, come numerosi altri patrioti, nel collegio italo-albanese Sant'Adriano di San Demetrio Corone, dove seguì le lezioni di uno zio, Domenico. Deluse le aspettative familiari rifiutando di intraprendere la carriera ecclesiastica. Iniziò invece a interessarsi di politica e poesia, impegnandosi direttamente nelle battaglie del tempo. Divenne presto liberale e, come molti italo-albanesi radicali in politica e romantici in letteratura, si impegnò nelle lotte per le libertà costituzionali nel regno dei Borbone.

## Battaglia di Sant'Angelo
Dopo il colpo di mano del 15 maggio 1848 col quale Ferdinando II sciolse il parlamento democratico e licenziò il governo costituzionale di Carlo Troja, in Calabria si ebbe un focolaio di resistenza antiborbonica: a Cosenza fu costituito un governo provvisorio guidato da Domenico Mauro, anch'egli italo-albanese, Giuseppe Ricciardi e Benedetto Musolino. L'esito fu però disastroso: la ribellione popolare non scoppiò. Si accese un solo focolaio a Campotenese e dintorni, al quale partecipò Gennaro Placco, che fu soffocato ad opera del generale borbonico Ferdinando Lanza (30 giugno 1848). Placco fu alla testa di altri 17 combattenti italo-albanesi, ossia Giuseppe Alessandria, Ambrogio Albamonte, Domenico Albamonte, Francesco Baffa, Vincenzo Cataldi, Francesco Cortese, Domenico Costa, Vincenzo Costa, Giovanni Di Benedetto, Michelangelo Ferrari, Mercurio Mortati, Nicola Mortati, Domenico Stamati, Giuseppe Stamati e Domenico Zuccaro. Nella battaglia presso il Timpone di Sant'Angelo, nelle vicinanze di Castrovillari, lo stesso Gennaro venne ferito (perdette l'indice della mano destra), catturato e imprigionato.

## Prigionia
In seguito alla cattura, su di lui caddero le accuse più gravi, per il tentativo di attaccare il regime in atto. Venne processato dalla Suprema Corte Speciale, a Cosenza, e venne condannato a morte nel 1850. In seguito la condanna venne ridotta all'ergastolo, e successivamente, a soli 12 anni di carcere. Per scontare la sua pena, venne mandato sull'Isola di Santo Stefano, un piccolo isolotto nel Mar Tirreno, sul quale i Borbone avevano costruito un imponente carcere, nel quale imprigionavano proprio i disertori e coloro che andavano contro il re o il regime.

### L'amicizia con Luigi Settembrini
Nel 1851, a distanza di un anno dalla sua entrata in carcere, venne imprigionato sempre sull'Isola di Santo Stefano il letterato Luigi Settembrini. Avendo saputo dell'arrivo del letterato, Gennaro si impegnò più volte per ottenere il permesso di soggiornare nella sua stessa cella. Dopo diverso tempo questo permesso gli venne concesso, e i due rimasero compagni di cella per molti anni. Tra i due nacque un'amicizia, e lo stesso Settembrini parla di Gennaro nella sua opera Ricordanze della mia vita, dicendo:
(Luigi Settembrini su Gennaro Placco)

## Liberazione
Per due volte, i genitori di Gennaro inviarono una richiesta di grazia a Ferdinando di Borbone, con l'intento di far scarcerare in minor tempo il proprio figlio. Nonostante ciò, lo stesso Gennaro si rifiutò di firmare entrambe le volte, e rimase in carcere. Venne scarcerato dopo 10 anni di prigione, nel 1858. In quanto detenuto politico avrebbe dovuto essere deportato in America, assieme a note personalità quali Carlo Poerio, Luigi Settembrini e Silvio Spaventa, e imbarcato a Cadice su una nave statunitense. I 64 prigionieri politici vennero tuttavia liberati grazie al colpo di mano di Raffaele Settembrini, il figlio di Luigi, il quale nell'aprile 1859 riuscì a dirottare nel Regno Unito la nave che avrebbe dovuto deportare i prigionieri politici napoletani in Argentina. Partecipò all'impresa garibaldina e partecipò come maggiore alla battaglia del Volturno. Dopo l'unità emigrò per alcuni anni in Argentina.

## L'assassinio del fratello
Durante il suo periodo di prigionia, nel 1853, suo fratello Luciano viene rapito. Nonostante il pagamento del riscatto, avvenuto per mano dei genitori, Luciano viene ucciso. Poco dopo l'Unità d'Italia, venne inviato in Calabria il generale Pietro Fumel, per combattere il banditismo. Questo venne ospitato a Civita proprio da Gennaro, in quanto aveva il compito di individuare i rapitori del fratello Luciano. Sebbene i nomi dei rapitori pare fossero ben noti nel paese, Gennaro non li confermò in quanto non vi erano elementi certi.

## Sindaco di Civita
Gennaro Placco fu più volte il sindaco di Civita, anche poco prima della sua morte.
- Dal 1861 al 1862: In questo periodo si concentra principalmente sul demanio di Civita, registrando, con l'aiuto di Nicola Basta, Gennaro Calmieri, Luigi Zuccaro, Tommaso D'Agostino e Vincenzo Gigliotti, i vari terreni e le varie proprietà. Con questa sua operazione, riuscì a scoprire diverse usurpazioni del territorio.
- Dal 1870 al 1873: Dopo un breve periodo a Napoli, impegnato in operazioni di polizia, si dedica nuovamente al suo paese. In questo periodo, avvia la costruzione di diverse ed importanti opere sociali. Tra queste figurano l'acquedotto e tre fontane, Kroj Alarta, Kroj nd' Mest e Kroj ka Sheshi Madh.
- Dal 1890 al 1895, l'ultimo periodo da sindaco, non include particolari eventi.

## Scritti
Nel corso della sua vita, Gennaro Placco ha scritto diverse opere poetiche, poesie, e soprattutto memorie. Una delle poesie più note e ricordate, di nome Vajtim, è ancora oggi molto sentita. Altra importante opera di Gennaro è Fiore della prigionia di Settembrini, riscritta e pubblicata dallo scrittore Giovanni Laviola nel 1985. Gli altri scritti del Placco sono principalmente piccole poesie, ricordi della sua prigionia, delle battaglie, del suo patriottismo e della sua forte appartenenza ai garibaldini, la felicità per la caduta dei borboni e l'amore per il suo paese natale.

## Riconoscimenti
A Gennaro Placco è stata intitolata nel 1970 l'Associazione Culturale Gennaro Placco, avente lo scopo di valorizzare il patrimonio culturale delle comunità Arbëreshë in Italia. Essa gestisce un museo intestato a Gennaro Placco, dove vengono esposti strumenti del passato della comunità, una biblioteca e una pinacoteca e pubblica anche un periodico italo-albanese di cultura e attualità, dal nome Katundi Ynë.